# Else Morstatt
Else Morstatt, geborene Elsa Leokadija Isabella von Campenhausen, geschiedene Elsa von Brümmer, auch Elsa Campen (* 12. Februar 1880 in Wolmar, Livland; † nach 1930) war eine deutsche Schriftstellerin.

## Leben
Elsa von Campenhausen wurde als Tochter des Gutsbesitzers und Landrates Heinrich Eduard Paul von Campenhausen (1846–1906) geboren. Ende 1898 heiratete sie in Riga den von dort stammenden Adrian von Brümmer (1872–?); die Ehe wurde Anfang 1905 geschieden. Ab 1905 erlebte sie die Unruhen der Russischen Revolution von 1905, deren Nachwehen auch ihren Vater das Leben kosteten; er wurde 1906 von einem Diener ermordet. Später verarbeitete Elsa von Brümmer die russische Revolution und das Schicksal ihres Vaters in ihrem 1908 erschienenen, ersten Prosawerk Wie auch wir vergeben unseren Schuldigern.
Im Juni 1912 heiratete sie in Berlin den Biologie-Professor Hermann Morstatt (1877–1958) und ging mit ihm nach Ostafrika. Nach ihrer Rückkehr lebten sie in Berlin-Dahlem und Berlin-Zehlendorf.
Else Morstatt veröffentlichte in den 1920er- und 1930er-Jahren eine Reihe von Kinder- und Jugendbüchern, die meist in Afrika spielen und thematisch der Kolonialliteratur zuzurechnen sind. Ihr Werk Ursels Kriegsfahrt in Afrika wurde 1952 in der DDR in den dritten Nachtrag der „Liste der auszusondernden Literatur“ aufgenommen.

## Werke (Auswahl)
- Warum?, Riga 1904 (unter dem Namen Elsa von Campenhausen)
- Wie auch wir vergeben unsern Schuldigern. Erzählung aus der Zeit der lettischen Revolution, Riga 1908 (unter dem Namen Elsa von Campen)
- Der weiße König, Neudamm 1924
- Ein junger Afrikaner, Reutlingen 1925
- Kanyoros Heimkehr, Reutlingen 1926
- Ursels Kriegsfahrt in Afrika, Reutlingen 1926
- Hinter dem großen See, Stuttgart 1927
- Abenteuer in den mandschurischen Bergen, Reutlingen 1928
- Märchen von Himmel, Sonne und Erde, Berlin 1928
- Die Fahrt ins Weite, Reutlingen 1929
- Dick und Nick in Afrika, Berlin 1931
- Kiboko, Stuttgart 1931
- Heiners Fahrt nach Afrika, Berlin 1934
- Die kleinen Märchensucher, Reutlingen 1948